# 廣祿 (孔果洛氏)

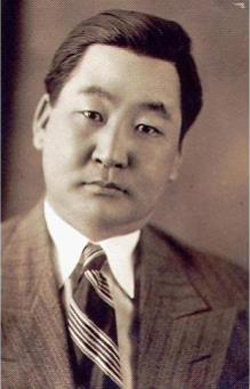
廣祿

广禄（1900年5月4日—1973年1月4日），号季高，孔果洛氏，满族/锡伯族，新疆伊犁寧西縣正蓝旗（纳达齐牛录）人，祖籍辽宁沈阳，锡伯营副都統銜領隊大臣富勒怙伦（穆麟德轉寫：fulun gurun，号春圃）之子。中华民国政治人物、学者，曾任新疆省政府駐南京代表、國立故宮博物院研究員、國立臺灣大學教授。

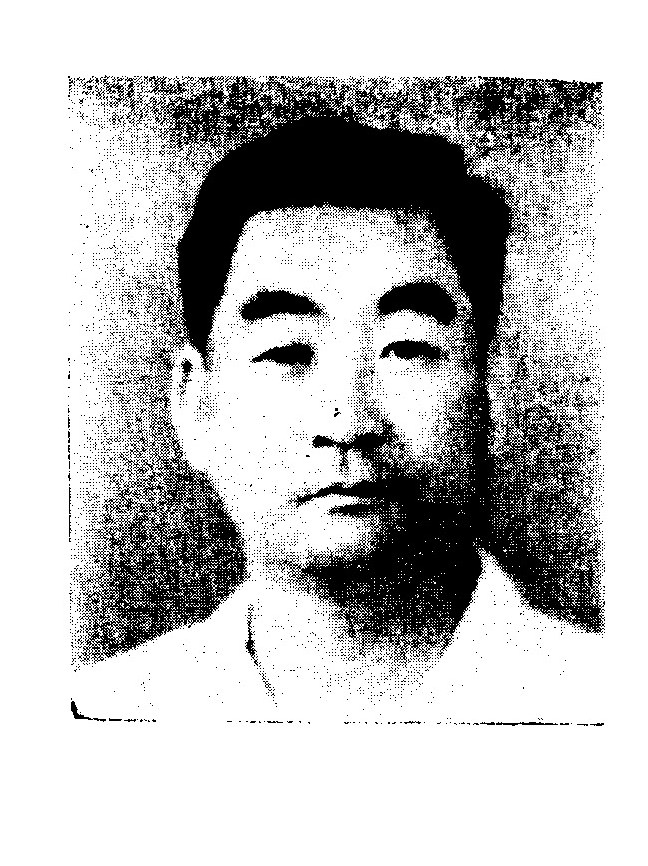
廣祿

## 生平
1914年至1918年，就讀伊犁惠远两等学堂。1919年至1925年，就讀北京政府外交部俄文法政专门学校。1925年毕业后，被杨增新任命为新疆省政府外交股科员，旋即任俄文秘书，不久又派往驻苏联斋桑领事馆任秘书兼代馆务。1929年，任驻斋桑领事。1930年7月，擔任新疆省政府駐南京代表，受新疆省政府主席金樹仁之託，與張鳳水（同任新疆省政府駐南京代表）出發獻上打造中華民國國璽「榮典之璽」用的羊脂玉。1931年，被任命为立法院立法委员，同年4月又任驻苏联塔什干总领事。1933年，担任監察委員。
1938年11月，因不满盛世才独裁，被盛世才以「商討外交事宜」名義約至迪化（今烏魯木齊市）後监禁。1944年10月，因吳忠信接任新疆省主席而獲釋，获释后任中國國民黨新疆省党部执行委员兼社会处处长。广禄出狱后，得知包尔汉仍在狱中，乃找吴忠信说情，使包尔汉获释。1948年，当选行宪后第一届立法委员。
1949年4月25日，迁居台灣。1950年代末，担任國立故宮博物院研究員和国立台湾大学教授，在国立台湾大学教授满文。1973年1月4日，在台北市郵電醫院病逝，享壽73歲。
有一妻二妾，二兒子廣定遠為與大房石菊香所生，满名ᠠᡵᠪᡠᠨ
ᠰᠠᡳ᠌ᠨ（穆麟德：arbun sain，意为十善），亦曾在国立台湾大学教授满文。:38

## 著作
- 《一年来的新疆社教》（1946年）
- 《新疆的过去、现在、未来》（1947年）
- 《苏联侵略新疆之回顾与前瞻》（1951年）
- 《俄帝侵华史实：处心积虑倂吞新疆》（1952年）
- 《新疆三十年动乱亲历谈》（1953年）
- 《批判盛世才》（1953年）
- 《新疆史》（1954年）
- 《新疆自治问题》（1955年）
- 《盛世才怎样统治新疆》（1959年）
- 《俄帝侵略新疆之阴谋》（1964年）
- 《广禄回忆录》（1964年）
- 《老满文原档与满文老档之比较研究》（李学智合著，1968年）
- 《清太祖朝老满文原档》第一、第二册（李学智合著，1970年-1971年）
- 《七十自述》（1970年）
- 《锡伯族由盛京迁移新疆伊犁的历史》（1971年）
- 《锡伯族志略》（与开原锡伯族学者那琦合著，未完稿）[4]